# Sipoo
Sipoo (finnisch [ˈsipɔː]) oder Sibbo (schwedisch [ˈsibːo]) ist eine Gemeinde an der Südküste Finnlands mit 22.320 Einwohnern (Stand 31. Dezember 2022). Die Nachbargemeinde der Hauptstadt Helsinki liegt in der Landschaft Uusimaa (bis zum 31. Dezember 2010 in Itä-Uusimaa) und gehört zur Region Helsinki.
Sipoo war einst fast völlig schwedischsprachig. Durch den starken Zuzug aus anderen Landesteilen ist Sipoo aber seit 2003 mehrheitlich finnischsprachig. Heute sprechen 58 % der Bevölkerung Finnisch und 40 % Schwedisch. Die Bevölkerung konzentriert sich auf die Siedlungszentren Box, Martinkylä/Mårtensby, Söderkulla, Talma/Tallmo, Västerskog und Nikkilä/Nickby. Die meisten Bewohner Sipoos arbeiten in Helsinki.

## Geschichte
Archäologische Funde gibt es in Sipoo bereits aus der Stein- und Bronzezeit. Im 11. bis 13. Jahrhunderts bestand an der Mündung des Sipoo-Flusses eine Festung und ein Marktplatz. Erstmals wird Sipoo im Jahr 1352 urkundlich erwähnt. Die Feldsteinkirche von Sipoo stammt aus der Mitte des 16. Jahrhunderts. Im 17. Jahrhundert wurden zahlreiche Landsitze adliger Familien. 

### Gemeindereform 2009
Gemäß einer Entscheidung der finnischen Regierung wurde Anfang 2009 gegen den Willen von Sipoo ein ca. 30 km² großes Gebiet aus dem südwestlichen Sipoo herausgelöst und der Stadt Helsinki zugeschlagen. Die Stadt Helsinki hatte ursprünglich die Herausgabe von ca. 50 km² gefordert. Eine Beschwerde der Gemeinde Sipoo gegen die Entscheidung der Regierung wurde im Januar 2008 vom Obersten Verwaltungsgericht abgewiesen. Vorausgegangen waren jahrzehntelange Streitigkeiten zwischen Helsinki und Sipoo über die Frage, ob und inwieweit sich Sipoo am Wachstum der Hauptstadtregion beteiligen müsse. Die Verschiebung der Gemeindegrenze soll es Helsinki ermöglichen, die städtische Bebauung in das bislang ländlich gebliebene Gebiet auszudehnen.

### Wappen
Beschreibung des Wappens: Im  schwarzen Schild über einen zum Schildfuß verschobenen silbernen Wellenbalken ein silberner grimmender Wolfkopf.

## Gemeindepartnerschaften
Partnergemeinden von Sipoo sind
- Aurskog-Høland, Norwegen
- Frederikssund, Dänemark
- Kumla, Schweden
- Kuusalu, Estland

## Persönlichkeiten

### In Sipoo geboren
- Hilma Granqvist (1890–1972), finnische Anthropologin
- Elina Salo (* 1936), Theater- und Filmschauspielerin
- Iiro Rantala (* 1970), Komponist und Jazzpianist
- Johanna Holmström (* 1981), finnlandschwedische Schriftstellerin
- Joona Toivio (* 1988), Fußballspieler
- Tommi Mäkinen (* 2000), Sprinter

### Mit Sipoo verbunden
- Zacharias Topelius (1818–1898), finnlandschwedischer Schriftsteller lebte und starb in Sipoo
- Eduard Hallberg (* 2003), Alpiner Skirennläufer, in Sipoo aufgewachsen